# Ptose (borsten)

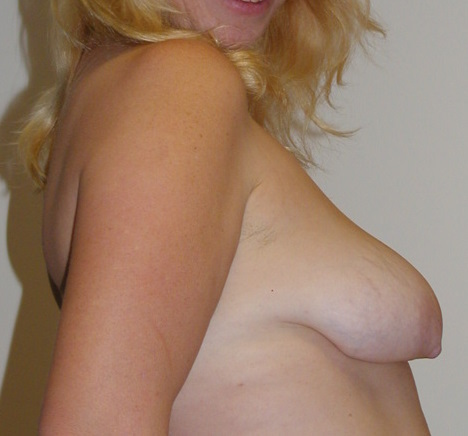
Vergevorderde borstptose

Ptose (in de volksmond hangborsten genoemd) is het verslappen en afhangen van borsten. Borstptose is een natuurlijk gevolg van het verouderingsproces en de zwaartekracht. De snelheid waarmee de borsten gaan afhangen, verschilt sterk van persoon tot persoon. Relevante factoren zijn het al dan niet roken van sigaretten, aantal zwangerschappen, lichaamsgewicht, cupmaat en grote gewichtsschommelingen. Na de menopauze kan ptose versnellen doordat de huid minder elastisch wordt. Borstvoeding geven leidt, in tegenstelling tot wat velen denken, niet tot versnelde ptose. Het dragen van een beha houdt het verslappen en afhangen van de borsten niet tegen.
Plastisch chirurgen bepalen de mate van ptose op basis van de positie van de tepel ten opzichte van de inframammaire plooi, de huidplooi onder de borst. Bij ernstige ptose bevindt de tepel zich ver onder de plooi en wijst de tepel naar beneden. Er is sprake van pseudoptose wanneer de tepel niet hoger ligt dan de inframammaire plooi, maar het merendeel van het borstweefsel zich er wel onder bevindt.
Sommige vrouwen hanteren de potloodtest, bedacht door een Amerikaanse columniste om te bepalen of een vrouw een beha moest dragen, om te bepalen of hun borsten al dan niet afhangen. Kun je een potlood horizontaal inbrengen in de inframammaire huidplooi zonder dat het potlood valt, dan is er zogezegd sprake van hangborsten. Deze informele test komt niet overeen met de methode waarmee artsen borstptose opmeten.
Bij vroege of zware ptose kiezen sommige vrouwen voor een chirurgische ingreep om de borsten opnieuw hun oorspronkelijke uiterlijk te geven: mastopexie of 'borstlift'. In bepaalde gevallen moet, zoals bij een borstverkleining, ook huid worden weggenomen.